# Otiorhynchus repletus
Otiorhynchus repletus — вид долгоносиков-скосарей из подсемейства Entiminae.

## Описание
Жук длиной 7-7,5 мм. Окрашен в чёрный цвет, верх в слегка пятнисторасположенных, мелких, продолговатых, золотистых или золотисто-зелёных чешуйках. Ноги красные, лапки тёмные. Длина 4-7-го сегмента жгутика усиков не больше или меньше их ширины на вершине. Зёрнышки на переднеспинке слабые. Надкрылья яйцевидные, без сплошных бороздок, только с рядом округлых некрупных точек, промежутки слегка морщинистые.